# Germany’s Next Topmodel/Staffel 1
Die erste Staffel der deutschen Castingshow Germany’s Next Topmodel wurde vom 25. Januar 2006 bis zum 29. März 2006 auf dem Privatsender ProSieben ausgestrahlt. Als Siegerin wurde Lena Gercke gekürt, Zweite wurde Yvonne Schröder vor Jennifer Wanderer.

## Überblick

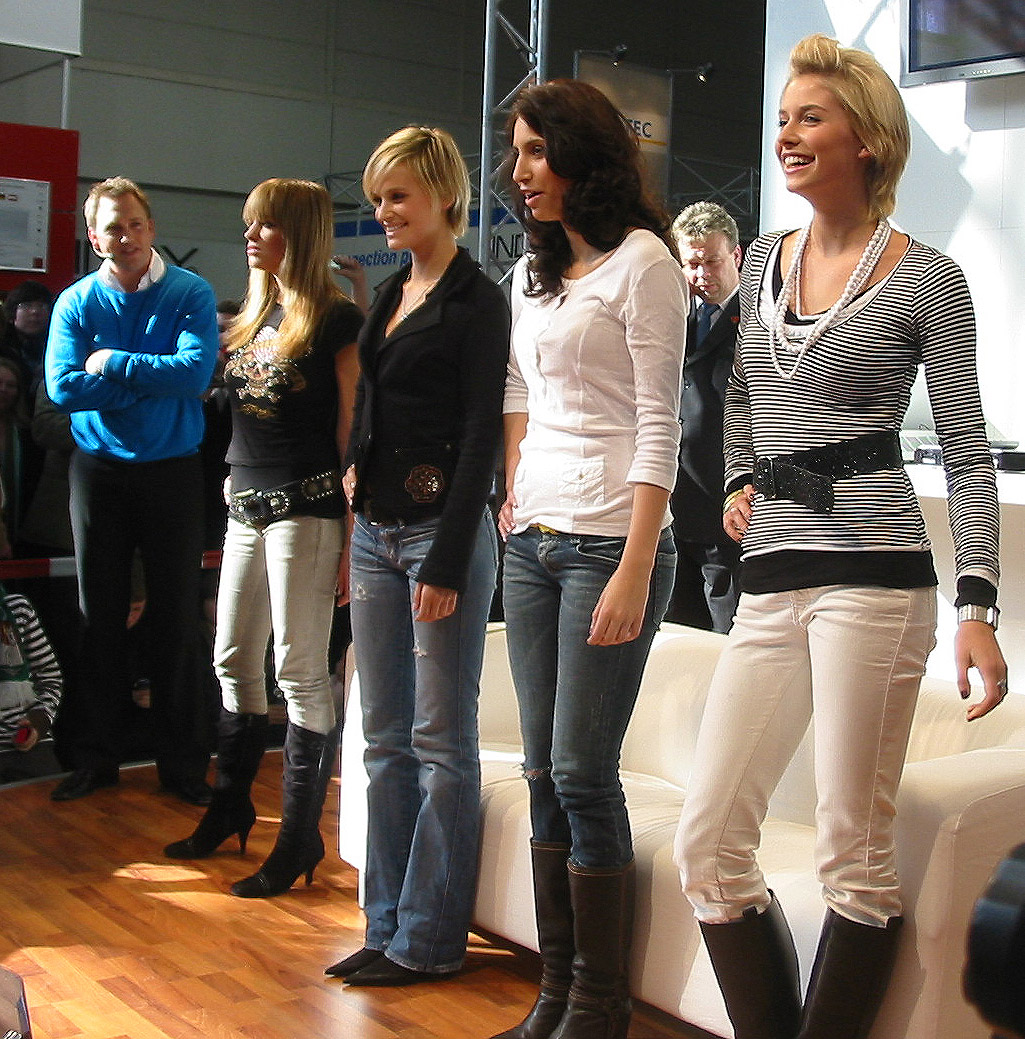
Die letzten vier Teilnehmerinnen der ersten Staffel auf der CeBIT 2006: Yvonne Schröder, Janina Ortmann, Jennifer Wanderer und Lena Gercke (von links nach rechts)

Im Sommer 2005 wurde die Sendung erstmals angekündigt. Damals noch unter dem Arbeitstitel Supermodel, angelehnt an das amerikanische Format America’s Next Top-Model. Die Jury der am 25. Januar 2006 gestarteten ersten Staffel bestand aus Heidi Klum, Friseur und Visagist Armin Morbach, Booker Peyman Amin und dem amerikanischen Choreographen und Laufsteg-Trainer Bruce Darnell. Neben der festen Jury wurden die Teilnehmerinnen auch von Gastjuroren wie Model Marcus Schenkenberg, Designerin Jette Joop oder Schauspieler Erol Sander bewertet.
Von insgesamt 11.637 Bewerberinnen begann die Show mit 32 vorausgewählten Kandidatinnen, von denen zwölf in der ersten Folge weiter kamen. Als Siegerin wurde Lena Gercke gekürt, Zweite wurde Yvonne Schröder vor Jennifer Wanderer. Céline Roscheck, die 2002 zur Miss Austria gewählt worden war, gab in Folge 3 freiwillig auf. Die Gewinnerin Lena Gercke erhielt einen Kleinwagen und einen Vertrag mit Face Your Brand!, in dem vereinbart ist, dass sie für die Modelagentur IMG Models arbeitet und auf dem Titelblatt der Cosmopolitan in der Juniausgabe 2006 erscheint. Gercke moderierte von 2009 bis 2012 die ersten 4 Staffeln von Austria’s Next Topmodel bei Puls 4.
Im Unterschied zu den ersten neun Folgen wurde das Finale erst am Nachmittag des Tages der Ausstrahlung in einem Studio mit geladenen Gästen als Zusammenfassung mit Rückblicken gedreht. Zwischen den Einspielungen mussten die letzten drei verbliebenen Kandidatinnen noch einmal einige Aufgaben bewältigen.

## Teilnehmerinnen
| Finalistinnen der 1. Staffel *                            | Finalistinnen der 1. Staffel * | Finalistinnen der 1. Staffel * | Finalistinnen der 1. Staffel * |
| Teilnehmerin                                              | Platz                          | Alter                          | Wohnort                        |
| --------------------------------------------------------- | ------------------------------ | ------------------------------ | ------------------------------ |
| Lena Gercke                                               | 1                              | 17                             | Cloppenburg                    |
| Yvonne Schröder                                           | 2                              | 17                             | Frankfurt am Main              |
| Jennifer Wanderer                                         | 3                              | 17                             | Wirsberg                       |
| Endrundenteilnehmerinnen der 1. Staffel *                 |                                |                                |                                |
| Teilnehmerin                                              | Platz                          | Alter                          | Wohnort                        |
| Janina Ortmann                                            | 4                              | 20                             | Korfu                          |
| Lena Meier                                                | 5                              | 20                             | Schnaittach                    |
| Charlotte Offeney                                         | 5                              | 18                             | Hannover                       |
| Luise Mikulla                                             | 7                              | 16                             | Potsdam                        |
| Micaela Schäfer                                           | 8                              | 22                             | Berlin                         |
| Rahel Krüger                                              | 9                              | 20                             | Preetz                         |
| Céline Roscheck**                                         | 10                             | 22                             | Wien                           |
| Andrea Lichtenberg                                        | 11                             | 19                             | Bergisch Gladbach              |
| Anne Mühlmeier                                            | 11                             | 17                             | Stuttgart                      |
| * Stand der Angaben zu den Teilnehmerinnen: Staffelbeginn |                                |                                |                                |
| ** Freiwillig ausgestiegen                                |                                |                                |                                |

## Resonanz
In die Schlagzeilen geriet die Sendung im Februar 2006, als eine Teilnehmerin der Sendung den Wettbewerb verlassen musste, weil sie nach Ansicht eines Jurors zu dick war. Die CDU-Politikerin Gitta Connemann warf ProSieben daraufhin vor, ein gefährliches Vorbild für Mädchen in der Pubertät zu liefern. In verschiedenen Zeitungen (etwa in der FAZ als ganzseitige Farbanzeige) erschien daraufhin am 8. Februar ein offener Brief der Teilnehmerinnen (mit Ausnahme von Céline Roscheck), in dem sie mehrheitlich betonten, dass keine von ihnen hungere und die Juroren die Regeln nicht erfunden hätten.

## Einschaltquoten
Eine unvollständige Auflistung gemessener Einschaltquoten und Marktanteile veranschaulicht die folgende Tabelle:
| Datum            | Zuschauer | Zuschauer       | Marktanteil | Marktanteil     | Quelle |
| Datum            | Gesamt    | 14 bis 49 Jahre | Gesamt      | 14 bis 49 Jahre | Quelle |
| ---------------- | --------- | --------------- | ----------- | --------------- | ------ |
| 25. Januar 2006  | 2,75 Mio. | 1,96 Mio.       | 7,9 %       | 13,5 %          | [ 7 ]  |
| 1. Februar 2006  | –         | –               | –           | 13,7 %          | [ 8 ]  |
| 22. Februar 2006 | 2,57 Mio. | 1,93 Mio.       | 7,6 %       | 13,7 %          | [ 9 ]  |
| 1. März 2006     | 2,64 Mio. | 2,04 Mio.       | 7,6 %       | 14,2 %          | [ 10 ] |
| 8. März 2006     | 2,96 Mio. | 2,29 Mio.       | 8,8 %       | 16,5 %          | [ 11 ] |
| 15. März 2006    | –         | –               | –           | 17,8 %          | [ 12 ] |
| 22. März 2006    | 2,85 Mio. | 2,26 Mio.       | 8,2 %       | 15,2 %          | [ 13 ] |
| 29. März 2006    | 4,67 Mio. | 3,19 Mio.       | 12,9 %      | 23,9 %          | [ 14 ] |

Die erste Staffel war ein Quotenerfolg für den Sender ProSieben, das Finale erreichte nochmals eine deutliche Steigerung der Quote.
| Folgen | Zeitraum                   | Sendeplatz          | Zuschauer        | Zuschauer     | Marktanteil      | Marktanteil   | Quelle |
| Folgen | Zeitraum                   | Sendeplatz          | Durchschnittlich | 14 – 49 Jahre | Durchschnittlich | 14 – 49 Jahre | Quelle |
| ------ | -------------------------- | ------------------- | ---------------- | ------------- | ---------------- | ------------- | ------ |
| 10     | 25. Januar – 29. März 2006 | Mittwoch, 20:15 Uhr | 3,02 Mio.        | 2,29 Mio.     | 8,9 %            | 16,2 %        | [ 16 ] |